# Bahrainische Badmintonnationalmannschaft
Die bahrainische Badmintonnationalmannschaft (arabisch منتخب البحرين لكرة الريشة) repräsentiert Bahrain in internationalen Badmintonwettbewerben. Es gibt separate Nationalmannschaften für Junioren, Damen, Herren und gemischte Teams. Das Nationalteam repräsentiert die Bahrain Badminton & Squash Federation.

## Teilnahme an Mannschaftsasienmeisterschaften
Gemischtes Team
| Jahr | Resultat          |
| ---- | ----------------- |
| 2023 | Gruppenphase – 9. |

## Panarabische Spiele
Herrenteam
| Jahr | Resultat     |
| ---- | ------------ |
| 1999 | Gruppenphase |
| 2004 | Gruppenphase |
| 2007 | Gruppenphase |

Damenteam
| Jahr | Resultat     |
| ---- | ------------ |
| 1999 | Gruppenphase |
| 2004 | Gruppenphase |
| 2007 | Gruppenphase |

## Nationalspieler
Herren
- Adnan Ebrahim
- Elyas Jaffar
- Randy Bacia
- Jayakumar Pullani
- Christopher Basteen
- Kiranlal Kandiyil
- Muhammad Reksa Warida Saputra

Frauen
- Lizbeth Binu
- Sushmita Kolloju
- Thanvi Jeyashankar
- Rehana Sunder